# Belonogaster petiolata

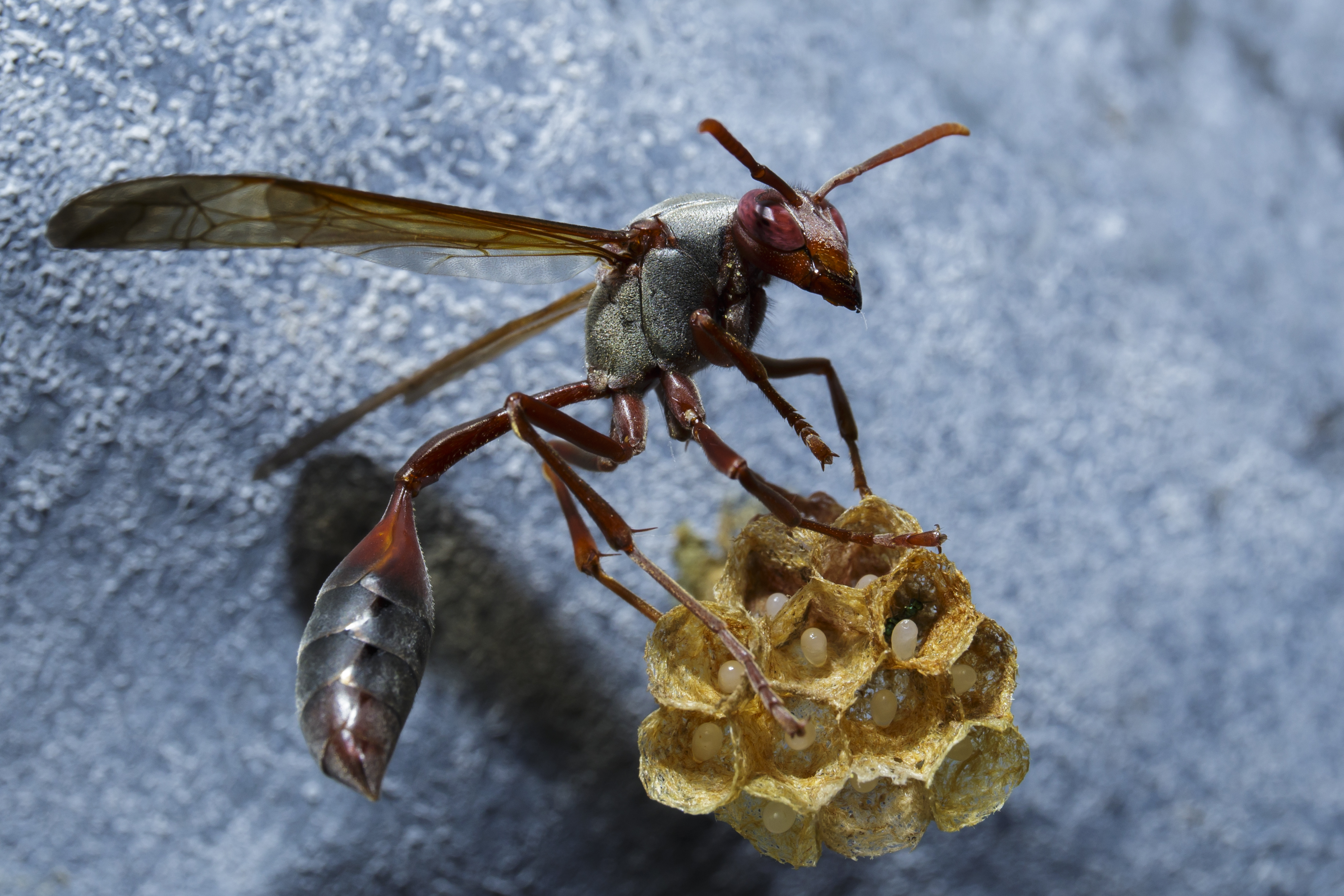
Сходный вид Belonogaster juncea

Belonogaster petiolata (лат.) — вид общественных ос рода Belonogaster подсемейства полистины семейства Vespidae. Обитает на юге Африки и частично в восточной её части, в умеренном или субгумидном климатических поясах. Многие колонии можно найти в пещерах. Большие популяции B. petiolata обитают в пещерах Стеркфонтейн неподалёку от Йоханнесбурга в Южной Африке.
Осы среднего размера (от 17 до 19 мм) со стройной талией в виде петиоля — длинного и тонкого стебелька от груди к брюшку. Строят открытые «бумажные» гнёзда из целлюлозы. Среди обитателей гнезда существует иерархия доминирования, когда все подчинённые самки и рабочие выполняют необходимые работы в колонии, основанной королевой (яйцекладущей маткой-основательницей). С ростом колонии королева перестаёт фуражировать и добывать целлюлозу и прекращает свою помощь в строительстве гнезда. В конце сезона самка-королева покидает гнездо, зимует и на следующий год создаёт новую колонию. Это хищный вид, который в основном питается мелкими насекомыми, особенно гусеницами, которые считаются его «твёрдой пищей», а нектар используется в качестве жидкой пищи. Для выживания ему также необходимо наличие источников воды.

## Описание
Осы среднего размера (от 17 до 19 мм), коричневато-чёрного цвета. Усики, голова, ноги и стебелёк светлее, на первом тергите брюшка имеются два жёлтых пятна. Крылья затемнённые, красновато-коричневые. Грудь ос (средняя часть тела) соединяется стебельком-петиолем с более длинным полосатым брюшком с жалом на конце. Ноги и крылья прикреплены к тораксу. Королева (яйцекладущая матка-основательница) B. petiolata имеет большое брюшко и меньшую голову, в то время как рабочие осы имеют относительно большие головы и меньшее брюшко. Кроме того, королевы, самцы и другие члены репродуктивной касты имеют бо́льшие запасы жира, чем рабочие особи, что позволяет им пережить зиму. Усики самок 11-члениковые, у самцов состоят из 12 сегментов. Нижнечелюстные щупики 5-члениковые, нижнегубные щупики состоят из 3 сегментов.
B. petiolata строят бумажные открытые гнёзда из целлюлозы, которые часто подвешивают в пещерах или под навесами. Осы получают целлюлозу из старых ячеек. Они прогрызают ячейки у основания, чтобы помочь потомству появиться на свет, и используют эти обломки ячеек для продолжения строительства гнезда. В гнезде есть особые соты, в которых часто живёт королева. Королева также может перебраться на вершину гнезда.

## Распространение
Южная Африка. B. petiolata широко распространены в нескольких странах на юге и востоке Африки: Зимбабве, Малави, Танзания, Лесото, ЮАР. Они предпочитают тёплый умеренный или влажный субгумидный климат, со среднесуточной температурой, колеблющейся между максимумом 25 °C и минимумом 14,9 °C в январе и максимумом 15,7 °C и минимумом 5,3 °C в июне. Этот вид в основном обитает в защищённых пещерах. Он строит гнёзда, свисающие со стен пещер. Этот вид широко распространён и не находится под угрозой исчезновения.

## Жизненный цикл
Годовой цикл гнездования B. petiolata сходен с другими осами-полистинами, обитающими в аналогичном умеренном климате. Колонии, созданные одной королевой (яйцекладущей маткой-основательницей), обычно только примитивно эусоциальны и меньше по размеру, в то время как колонии, созданные группами королев, более эусоциальны и содержат больше особей. Годовой цикл гнездования у B. petiolata обычно начинается в августе, когда гнёзда создают перезимовавшие самки-основательницы. В колонии существует период pre-emergence. Он наступает перед появлением первого потомства — рабочих ос. Затем наступает период post-emergence, который длится в течение всего цикла существования колонии после появления потомства ос. Существует также фаза pre-matrifilial, которая представляет собой первую часть периода post-emergence, когда подчинённые (субординатные) самки ещё присутствуют в гнёздах и взаимодействуют с рабочими особями. После этого наступает фаза matrifilial, которая следует за исчезновением всех подчинённых самок. Теперь колонии состоят только из королевы и её рабочих. Наконец, наступает репродуктивная фаза, в ходе которой рождается потомство (новые самки и самцы). Как правило, самки выходят из гнёзд в начале февраля, поэтому все самки, собранные в колониях до конца января каждого сезона, скорее всего, будут рабочими. Процесс гнездования (основания новых гнёзд) является ежегодным: одиночные, перезимовавшие основательницы весной основывают новые гнёзда. Период зимовки продолжается около 4,5 месяцев. Позже, примерно в половине случаев, одна или несколько дополнительных самок прилетают к этим первоначальным основательницам и формируют группы самок-основательниц. Могут образовываться ассоциации, в которых до 16 самок-основательниц. Затем формируется иерархия доминирования, в которой доминирующая самка становится королевой, а остальные — подчинёнными. Сначала королева помогает строить и обустраивать гнездо, в период до и после появления рабочих, но затем становится вялой. Она перестаёт фуражировать и добывать целлюлозу и прекращает свою помощь в строительстве гнезда. В конце сезона самка-королева покидает гнездо на зиму и возвращается на следующий год, чтобы создать новую колонию.

### Смертность и упадок колонии
Несколько факторов способствуют сокращению потомства и завершению цикла колонии у B. petiolata. К ним относятся: прекращение снабжения колоний и личинок твёрдой пищей во время репродуктивной фазы, снижение соотношения рабочих и личинок во время последней фазы из-за постепенной потери рабочих, увеличение числа самок и самцов, а также приоритет имаго над получением пищи от фуражиров. Выводок абортируется, чтобы накормить голодных взрослых. В конце концов, расплод уменьшается, и взрослые особи покидают гнездо. Обычно в колониях на этапе post-emergence королева разрушает некоторые ячейки.

## Поведение

### Иерархия доминирования
Рабочие осы выполняют почти всю основную работу, например, создают ячейки и устраняют повреждения в гнезде, добывают пищу и кормят личинок. Основная работа королевы заключается в откладывании яиц. Когда есть активная королева, рабочие особи часто имеют неразвитые яичники. Однако, когда королева удаляется, у небольшой части рабочих развиваются зрелые яичники. Это результат репродуктивного подавления под влиянием королевы. Если обнаруживаются яйца, отложенные не королевой, она их съедает (оофагия). Большинство этих яиц, скорее всего, откладываются подчинёнными самками. Королевы часто отдыхают в центральной части гнезда рядом с растущими личинками, в то время как подчинённые самки и рабочие часто располагаются в наружных частях гнезда.

### Доминантные взаимодействия и общение
Королева создаёт иерархию доминирования, инициируя доминантные взаимодействия. К ним относятся кусание, зацепление и приставание. При кусании и зацеплении самки хватают подчинённых самок и висят на них в виде крюка, получая срыгивания пищи. Королева часто демонстрирует такое поведение, чтобы утвердить свой доминирующий статус среди других ос. При приставании доминирующая самка приближается к другой самке с вытянутыми антеннами и наклоняет голову, особенно ротовой аппарат. Другие самки в ответ игнорируют приставания, остаются неподвижными и покорными, пока другая оса не уйдёт, или пристают в ответ. Иногда королевы сначала демонстрируют поведение доминирования, но затем перемещаются на вершину гнезда и становятся более неактивными к концу цикла развития колонии. В других случаях королевы всегда доминируют на протяжении всего цикла. Самки обычно направляют своё доминантное поведение на самок, находящихся непосредственно под ними в иерархии доминирования. Королевы — самые агрессивные самки в гнезде, поэтому получают меньше угроз.

### Поведение при оофагии и яйцекладке
Иногда королева или другая самка поедает яйца, отложенные в её собственной колонии. В большинстве случаев она поедает яйца своих подчинённых самок, однако иногда самка может съесть и свои собственные яйца. Королевы также проводят осмотр яиц, чтобы выяснить, являются ли яйца в гнезде их собственными или они были отложены подчинёнными. Большинство яйцекладок совершается королевой (87,5 %). Королевы откладывают 83,3 % яиц в колониях в фазе pre-emergence, что значительно выше, чем у подчинённых самок. Рабочих никогда не наблюдали за поеданием или откладыванием яиц.

### Трофаллаксис
Слюна личинок B. petiolata содержит много аминокислот и питательных веществ, полезных для взрослых ос. Самки, которые собираются откладывать яйца, используют слюнную жидкость личинок для получения питательных веществ. Для этого самки проводят трофаллаксис с личинками. Сначала самки ос кормят личинок перемолотой пищей, а в ответ те выделяют слюнную жидкость. Обычно осы побуждают личинок к выделению слюны, прижимая антенны к голове личинки и вибрируя её тело. После этого личинка вытягивает голову и выделяет каплю прозрачной слюны. Взрослые осы предпочитают привлекать для трофаллаксиса более старых личинок, вероятно, потому, что ожидают получить от них больше слюны, чем от молодых. Иногда вибрации тела пристающих взрослых особей становятся синхронными, что, по-видимому, положительно возбуждает личинку.

## Родственный отбор

### Кастовая система
В колониях B. petiolata существует кастовая система. Между рабочими и репродуктивными кастами есть физиологические и морфологические различия. Основательницы и другие самки (репродуктивная каста) обычно крупнее рабочих. Когда рабочие только рождаются, размер их тела намного меньше, чем у других самок и основательниц, но позже, в течение цикла развития колонии, их размер увеличивается. У основательниц и других самок более крупные яичники и больше жира, чем у рабочих. У рабочих голова широкая, в то время как у ос репродуктивной касты более широкие грудь и брюшко. Как правило, основательницы крупнее своих подчинённых самок. Кроме того, при исследовании южноафриканских популяций выяснилось, что около 98 % королев (основательниц) и 95 % других самок оплодотворяются, в то время как рабочие не оплодотворяются. У них незрелые яичники, которые не функционируют в присутствии активной королевы. Когда нет активной королевы, около 11 % рабочих развивают зрелые яичники. Активные королевы являются основными яйцекладущими в колониях и обладают хорошо развитыми яичниками. Дифференциация каст иногда происходит на ранних стадиях развития личинок, или это может произойти на более поздней, взрослой стадии из-за различий в социальных коммуникациях и питании взрослых особей. Способность осы пережить зиму и количество жировых запасов используются для отличия самок от рабочих. Содержание жира является индикатором касты.

### Удаление королевы
Доминирование королевы над колонией поддерживает подчинённую природу рабочих ос. Однако, когда королева умирает, доминирующее положение часто занимает более старый рабочий с развитыми яичниками. На стадии pre-matrifilial в колониях B. petiolata удаление королевы приводило к тому, что вместо рабочего её заменяла вторая по доминированию основательница, известная как бета-основательница.

## Размножение

### Копуляция
Спаривание происходит вне гнезда между половозрелыми особями, самцами и крупными молодыми матками (будущими яйцекладущими королевами). Когда самец осы приближается к самке они проводят взаимное или одностороннее антеннирование, при котором пара касается друг друга усиками, или самец прощупывает своими усиками грудь и брюшко самки. Затем самец садится на самку и начинает устанавливать генитальный контакт, касаясь брюшка самки своими усиками. Копуляция длится около пяти секунд.

### Размер яичников
Ширина яичников самок увеличивается с апреля по июль, что соответствует периоду зимовки. С июля по август средняя ширина яичников зимующих самок резко увеличивается, а затем падает в конце августа — сентябре. Процент самок со зрелыми яйцеклетками в яичниках увеличивается с 2,9 % в апреле до 15,6 % в конце июля, а затем до 45,7 % в августе. Самки ос с более крупными яичниками с большей вероятностью отложат яйца. У рабочих особей яичники тонкие и неактивные, что не позволяет им откладывать яйца.

### Оплодотворение
Рабочие особи осеменяются редко. Энтомолог Малкольм Кипинг (Keeping M. G., 2002) не наблюдал оплодотворения ни одного рабочего на фазах колонии pre-matrifilial и matrifilial. Самый высокий процент оплодотворения был у перезимовавших самок из африканской пещеры Стеркфонтейн (ЮАР). До открытия системы доминирования отсутствие оплодотворения часто использовалось в качестве критерия для отличия королев от рабочих у социальных ос. Все королевы и почти 98 % подчинённых самок осеменяются. Рабочие могут быть не оплодотворены, потому что они появляются в период цикла колонии, когда самцы отсутствуют. Оплодотворённые самки были зарегистрированы только с конца февраля, что совпадает с периодом производства самцов. Осеменённые особи с большей вероятностью откладывают яйца и рассматриваются как часть репродуктивной касты.

### Сигналы распознавания для спаривания
В яде, груди и голове самок ос содержатся феромоны — сигналы распознавания для самцов. Это привлекает последних. Феромоны в яде оказывают более сильное воздействие по сравнению с феромонами из груди и головы. Феромоны яда часто распространяются по всему телу во время чистки и ухода за телом, что ещё больше увеличивает привлекательность самок для самцов.

## Питание
B. petiolata едят твёрдую пищу, а также пьют нектар в качестве источника питания. Они охотятся на личинок и мелких насекомых. Часто они пережёвывают пищу и срыгивают её обратно, чтобы накормить других ос и молодой выводок. Для выживания им также необходима вода. Королевы всегда получают больше пищи. Они получают 43,7 % жидкого и 47,8 % твёрдого корма. 63,3 % этой твёрдой пищи они скармливают личинкам, а остальное оставляют себе. Недостаток твёрдой пищи может привести к упадку колонии. В конце лета часто уменьшается количество доступной добычи, поэтому многие осы переходят на добычу нектара, используя его в качестве основного источника пищи. Малое количество осадков часто являются причиной снижения обилия добычи. В неволе в лабораторных условиях ос кормят мучными червями.

## Рост и развитие
Недавно появившиеся молодые осы имеют чёрные или коричневые глаза, в то время как у более взрослых особей глаза розовые, и у них полностью развиты крылья для полёта. Когда рабочие особи только рождаются, они часто прижимаются друг к другу в углу, чтобы избежать агрессивных действий со стороны других рабочих особей. Рабочие не совершают доминантных действий, пока им не исполнится 17 дней. Кроме того, размеры тела появившихся молодых особей B. petiolata увеличиваются с января по март, что является окончанием появления взрослых особей. Поскольку производство рабочих особей продолжается до конца января, рабочие особи, появившиеся в этом месяце, больше по размеру, чем те, которые родились в более ранней части сезона, примерно в ноябре и декабре. Изменения в репродуктивной способности и размерах тела самок обусловлены изменениями в количестве пищи, которую они получали, когда были личинками.
Максимум продуцирования мелких неоплодотворённых рабочих ос в колонии достигается перед производством более крупных молодых яйцекладущих маток, которые покидают гнездо и спариваются.
Рост зависит от соотношения рабочих и личинок. Чем больше рабочих, тем больше возможностей для кормления личинок. У B. petiolata это соотношение увеличивалось в ноябре и декабре. Это период времени, когда выводились личинки, что указывает на то, что имелось больше рабочих, готовых дать пищу молодым особям, которые станут частью высшей касты и нуждаются на преимагинальной стадии в наибольшем питании. Количество пищи, даваемой личинкам, влияет на определение касты.

## Паразитоиды и комменсалы

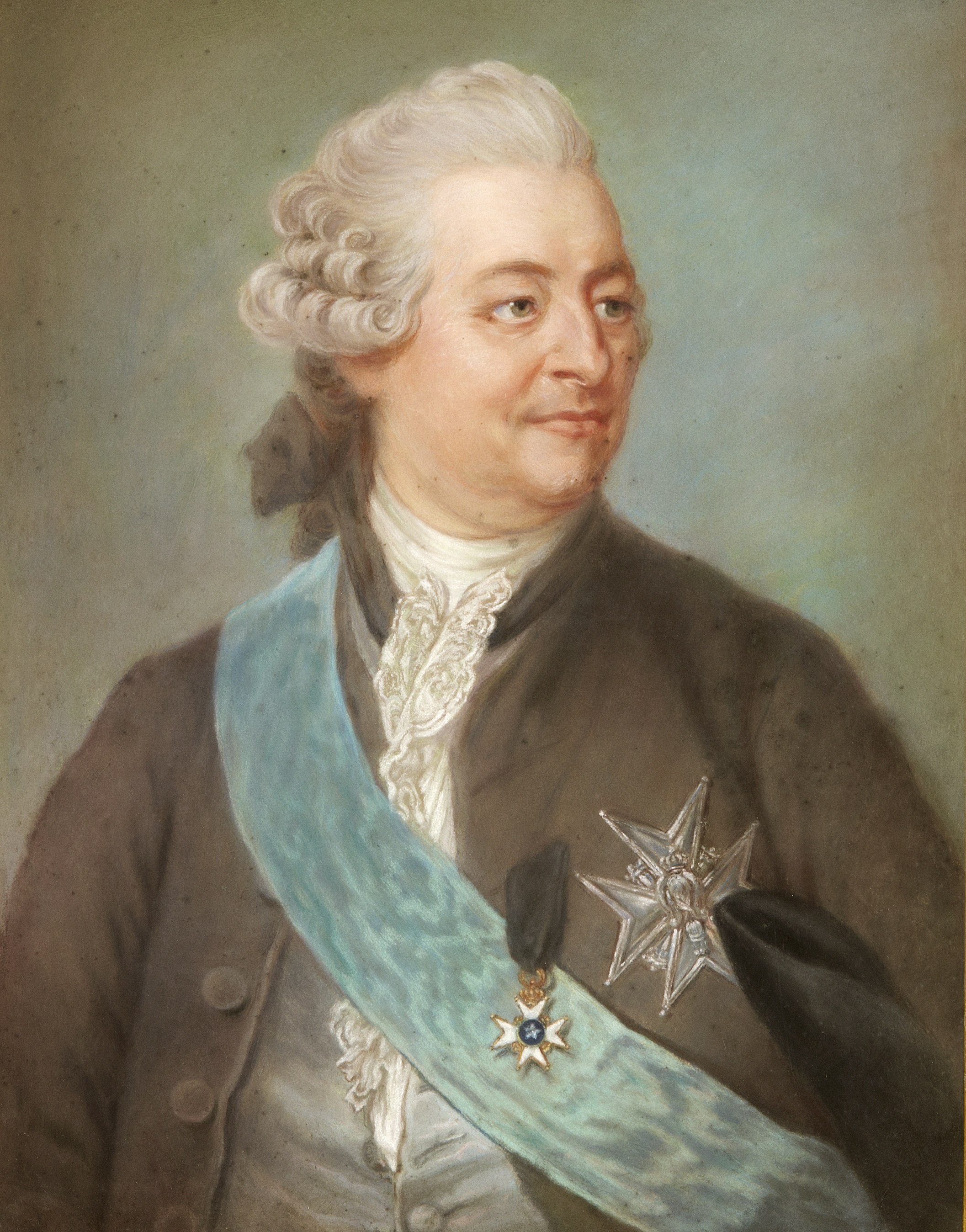
Карл де Гир описал вид в 1778 году.

Два вида паразитоидов потомства заражают гнёзда: муха-тахина (Anacamptomyia sp.), которая паразитирует на выводке в конце сезона, и ихневмонидный наездник (Camptotypus apicalis), который паразитирует на выводке в начале сезона. Оба паразитоида уничтожают расплод хозяина на стадии предкуколки или куколки, и только один взрослый паразитоид выводится из ячейки. Крупные гнёзда теряют значительную часть выводка от нападения мухи Anacamptomyia, независимо от места гнездования; это не относится к Camptotypus. Нет достаточных доказательств в пользу гипотезы о том, что давление паразитов последовательно и в целом выбирает больший размер группы у социальных ос. Результаты, полученные на изученной популяции Belonogaster, не соответствуют предсказаниям, представленным ранее, относительно адаптации длины цикла колонии у социальных ос в ответ на селективное давление, оказываемое естественными врагами на разных стадиях цикла колонии. Кроме того, в 1983 году было обнаружено, что личиночные стадии ещё пяти видов насекомых живут в гнёздах Belonogaster в качестве комменсалов; наиболее распространённым из них у Belonogaster petiolata является бабочка Pyroderces stigmatophora из семейства роскошные моли (Cosmopterigidae), которая, вероятно, является падальщиком.

## Таксономия и филогения
Вид был впервые описан в 1778 году шведским энтомологом Карлом де Гиром (1720—1778) под названием Vespa petiolata De Geer, 1778. Belonogaster petiolata принадлежит к роду Belonogaster из подсемейства Polistinae и является близким родственником африканских видов B. juncea и B. grisea. Виды семейства Vespidae демонстрируют полный спектр социальной организации, от полностью одиночных до высоко эусоциальных жизненных циклов. Многие характеристики B. petiolata очень похожи на характеристики B. grisea. У обоих видов продуцирование мелких неоплодотворённых рабочих ос достигает максимума перед производством более крупных яйцекладущих маток (королев), которые покидают гнездо и спариваются.